# Lijst van burgemeesters van Achtkarspelen
Dit is een lijst van burgemeesters van de Nederlandse gemeente Achtkarspelen in de provincie Friesland.
| Ambtsperiode                           | Naam burgemeester                                | Partij of stroming | Bijzonderheden                                                           |
| -------------------------------------- | ------------------------------------------------ | ------------------ | ------------------------------------------------------------------------ |
| 1851 - 1857                            | jhr.mr. Daniel (D.) de Blocq van Haersma de With |                    | Voorafgaand grietman van Achtkarspelen.                                  |
| 1857 - 1869                            | jhr. V.A.H. van Haersma de With                  |                    | zoon van voorgaande                                                      |
| 1869 - 1877                            | W. Hellema                                       |                    |                                                                          |
| 20 februari 1877 - 1882                | F. Witteveen                                     |                    |                                                                          |
| 15 oktober 1882 - 25 augustus 1917 (†) | Wijtze Bekker                                    |                    | eerder burgemeester van Winsum, Bedum en Hennaarderadeel                 |
| 23 oktober 1917 - 1941                 | Pier Eringa                                      |                    |                                                                          |
| 1942 - november 1949                   | Dirk (D.) Matzer van Bloois                      | CHU                | na bevrijding kwam Eringa tijdelijk terug, later burgemeester van Renkum |
| 1 maart 1950 - 29 april 1966           | Hans van Ek                                      | ARP                |                                                                          |
| 1 september 1966 - 26 februari 1976    | Huibert Ottevanger                               | ARP                |                                                                          |
| 1 mei 1976 - 18 april 1991             | Geert (G.) van Veenen                            | ARP / CDA          |                                                                          |
| 17 juni 1991 - 26 juni 2002            | Bernard (B.) Schmidt                             | CDA                |                                                                          |
| 16 augustus 2002 - 27 april 2007       | Louis (L.J.) Lyklema                             | VVD                |                                                                          |
| 11 mei 2007 - mei 2011                 | Tjeerd (T.J.) van der Zwan                       | PvdA               |                                                                          |
| juni 2011 - 2013                       | Piet (P.) Adema                                  | ChristenUnie       | Waarnemend.                                                              |
| jan. 2013 - feb. 2019                  | Gerben (G.) Gerbrandy                            | FNP                | laatste weken als waarnemend burgemeester                                |
| 7 februari 2019 - 29 januari 2025      | Oebele (O.F.) Brouwer                            | Partijloos         |                                                                          |
| 30 januari 2025 - heden                | Jouke Douwe (J.D.) de Vries                      | Partijloos         |                                                                          |